# Limnephilus luridus
Limnephilus luridus – owad z rzędu chruścików (Insecta: Trichoptera), z rodziny Limnephilidae.
Gatunek północnoeuropejski, larwy spotykane w jeziorach i roślinności rzek (Botosaneanu i Malicky 1978). W Polsce gatunek bardzo rzadki, limnefil, prawdopodobnie tyrfofil.
Jaskowska (1961) wykazuje obecność w rzekach i stawach Wielkopolski. W Finlandii rzadki, występuje w zbiornikach okresowych i zalewach morskich. Imagines spotykane nad jeziorami i torfowiskami.